# (473128) 2015 JG5
(473128) 2015 JG5 es un asteroide perteneciente al cinturón de asteroides, descubierto el 28 de octubre de 2008 por el equipo del Mount Lemmon Survey desde el Observatorio del Monte Lemmon, Arizona, Estados Unidos.

## Designación y nombre
Designado provisionalmente como 2015 JG5.

## Características orbitales
2015 JG5 está situado a una distancia media del Sol de 2,634 ua, pudiendo alejarse hasta 2,796 ua y acercarse hasta 2,473 ua. Su excentricidad es 0,061 y la inclinación orbital 10,01 grados. Emplea 1562 días en completar una órbita alrededor del Sol.

## Características físicas
La magnitud absoluta de 2015 JG5 es 16,3.